# Върховен съд на Чад
Върховният съд на Чад (на френски: Cour Suprême) е най-висшата съдебна институция в Чад.
Освен за съдебните дела Върховният съд отговаря и за наблюдението на местните избори. Състои се от 3 камари и общо 16 членове. Върховният съдия се избира от държавния глава.
Създаването на институцията е одобрено през 1999 година, но заради недостиг на средства тя заработва едва през 2000 година.